# Ingo Lehmann (Politiker, 1950)
Ingo Lehmann (* 31. Juli 1950 in Landsberg am Lech) ist ein deutscher Kommunalpolitiker (SPD).
Nach dem Abitur im Jahr 1969 studierte Lehmann Jura und war danach als Staatsanwalt und Richter tätig, zuletzt als Familienrichter am Amtsgericht Landsberg.
Von 1978 bis 1996 wurde Lehmann in den Landsberger Stadtrat gewählt. Bereits in den Jahren 1982 und 1988 kandidierte er erfolglos für das Amt des Oberbürgermeisters von Landsberg. Im Jahr 2000 trat er erneut an. Diesmal konnte er sich in der Stichwahl gegen den Amtsinhaber Franz Xaver Rößle mit 54,98 Prozent durchsetzen. Im Jahr 2006 wurde Lehmann mit 59,2 Prozent im ersten Wahlgang wiedergewählt. Nachdem der Stadt Landsberg bei Derivatgeschäften ein Millionenschaden entstand, erhielt Lehmann bei der Oberbürgermeisterwahl 2012 im ersten Wahlgang nur 24,95 Prozent der Stimmen und erreichte damit nicht die Stichwahl.